# Frankenia margaritae
Frankenia margaritae är en frankeniaväxtart som beskrevs av Medrano. Frankenia margaritae ingår i släktet frankenior, och familjen frankeniaväxter. Inga underarter finns listade i Catalogue of Life.